# Bogumiła Rouba
Bogumiła Jadwiga Rouba (z domu Anszperger, ur. 16 października 1947 w Bełchatowie) – polski przedstawiciel nauk o sztukach pięknych, specjalizująca się w konserwacji malarstwa i rzeźby polichromowanej.
W 1965 roku ukończyła Liceum Ogólnokształcące w Bełchatowie. Studiowała biologię na Uniwersytecie Łódzkim oraz sztuki piękne na Uniwersytecie Mikołaja Kopernika. Specjalizowała się w konserwacji i restauracji dzieł sztuki, wykładanej przez Jerzego Wolskiego. Studia ukończyła w 1972 roku i podjęła pracę jako asystent naukowo techniczny w Katedrze Konserwacji Malarstwa i Rzeźby Polichromowanej na Wydziale Sztuk Pięknych UMK.
W 1983 roku uzyskała stopień doktora. Tematem rozprawy doktorskiej była Budowa techniczna obrazów XIX-wiecznych malowanych na handlowych podobraziach płóciennych, a promotorem Zbigniew Brochwicz. W 1993 roku uzyskała na Akademii Sztuk Pięknych w Warszawie przewód kwalifikacyjny II stopnia, na podstawie rozprawy Osłony odwroci jako metoda profilaktycznej ochrony obrazów.
W 1995 roku otrzymała stanowisko profesora UMK, a w 2001 – tytuł profesora sztuk plastycznych. W latach 2001–2014  kierowała Zakładem Konserwacji Malarstwa i Rzeźby Polichromowanej UMK. Wraz ze współpracownikami prowadziła m.in. badania nad możliwością wykorzystania metod optyki koherentnej do analiz konserwatorskich, w tym badań reakcji obrazów na zmiany klimatu i możliwości nieinwazyjnego rejestrowania tych zmian oraz badania możliwości pomiarów naprężeń powstających w obrazach metodami fizycznymi. Brała udział w ponad 80 konferencjach naukowych.
Pracowała przy konserwacji obiektów w katedrze Św. Janów, kościele św. Ducha, kościele św. Jakuba w Toruniu. Kierowała zespołem, który prowadził restaurację malowideł w klasztorze bernardynów w Skępem. Była doradcą przy konserwacji Dworu Artusa w Gdańsku, pracowała w komisji eksperckiej ds. Sądu Ostatecznego Hansa Memlinga.
Została odznaczona Srebrnym Medalem „Zasłużony Kulturze Gloria Artis” (2005), a także krzyżem Pro Ecclesia et Pontifice (2010).

## Wybrane publikacje
- Budowa techniczna obrazów XIX-wiecznych malowanych na handlowych podobraziach płóciennych (1988, ISBN 83-231-0087-X)
- Pielęgnacja świątyni (2000, ISBN 83-86471-17-4)
- Podobrazia płócienne w procesie konserwacji (2000, ISBN 83-231-1141-3)
- Pielęgnacja świątyni i innych zabytków. Książka nie tylko dla księży (Toruń 2014, ISBN 978-83-231-3196-0)